# 銅鏡

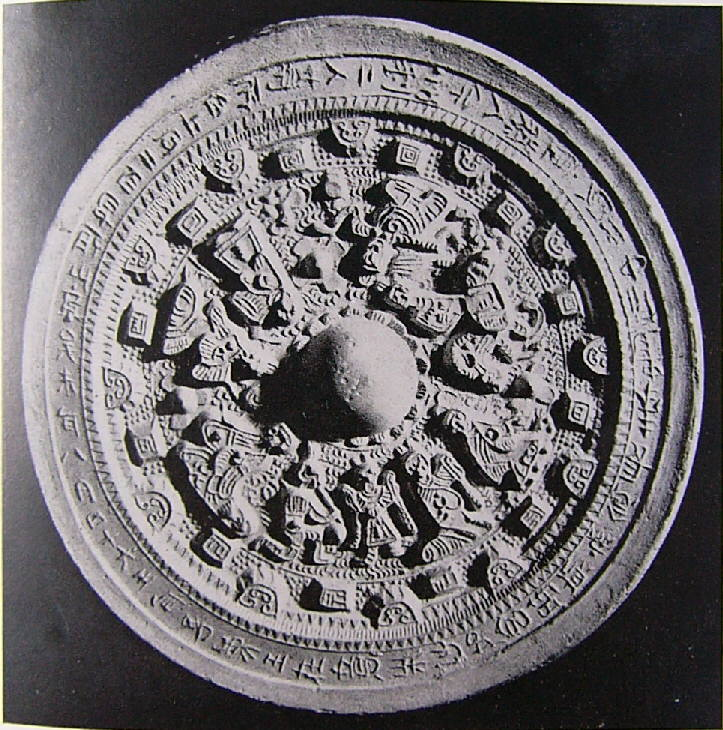
人物画像鏡 5- 6世紀（癸未年在銘） 出土地不明 和歌山・隅田八幡神社所蔵 国宝

銅鏡（どうきょう）は、銅合金製の鏡である。銅鏡は各時代に製作されたが、歴史・考古学用語としては中国、朝鮮、日本の遺跡から発掘される青銅製の鏡を指すことが多い。

## 概要

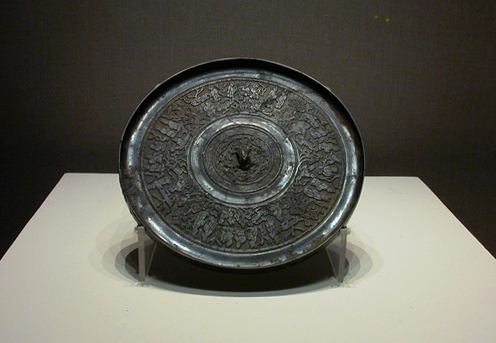
前漢の銅鏡（徐州西漢楚王陵墓より出土）

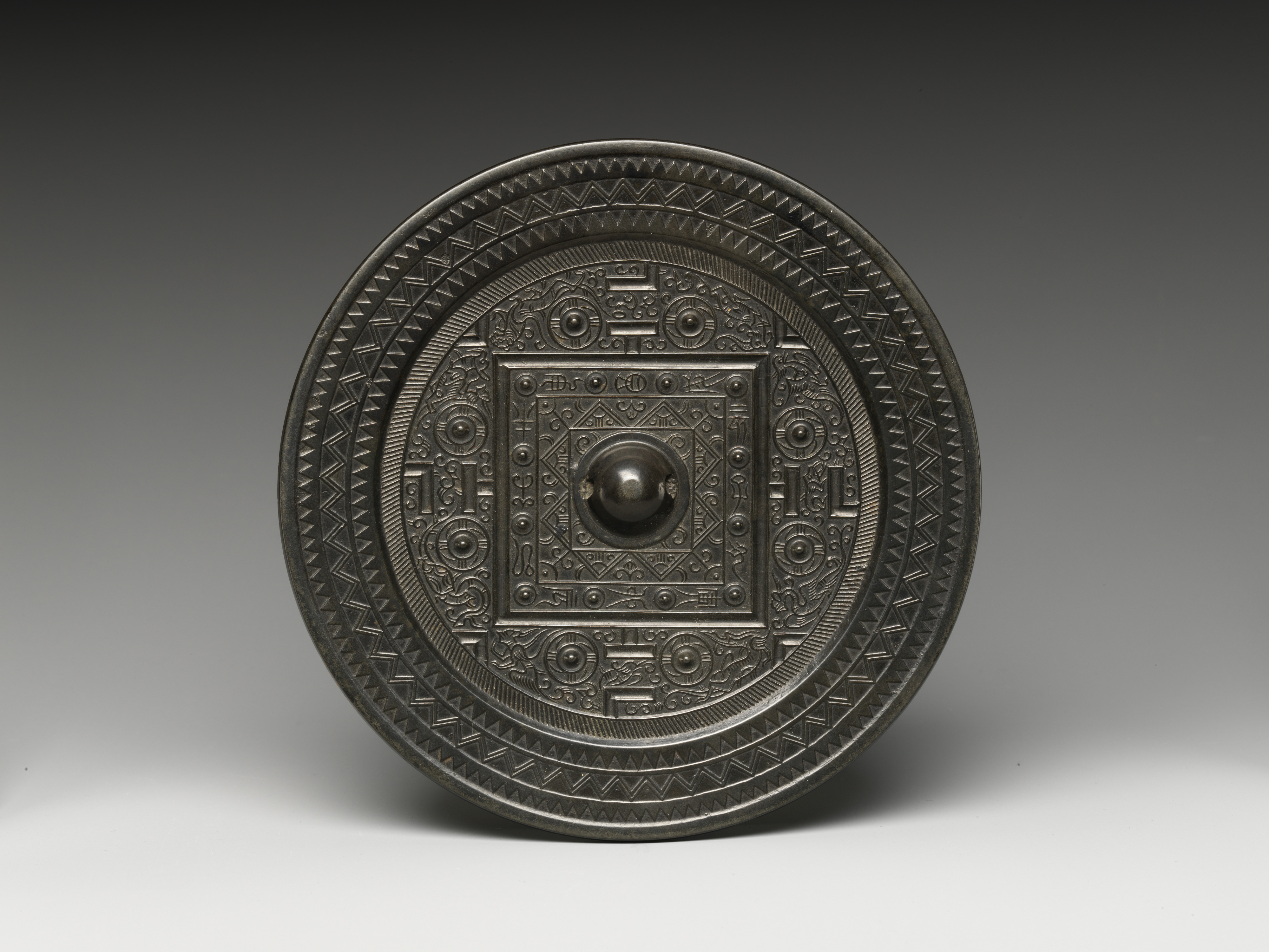
方格規矩鏡（メトロポリタン美術館所蔵）

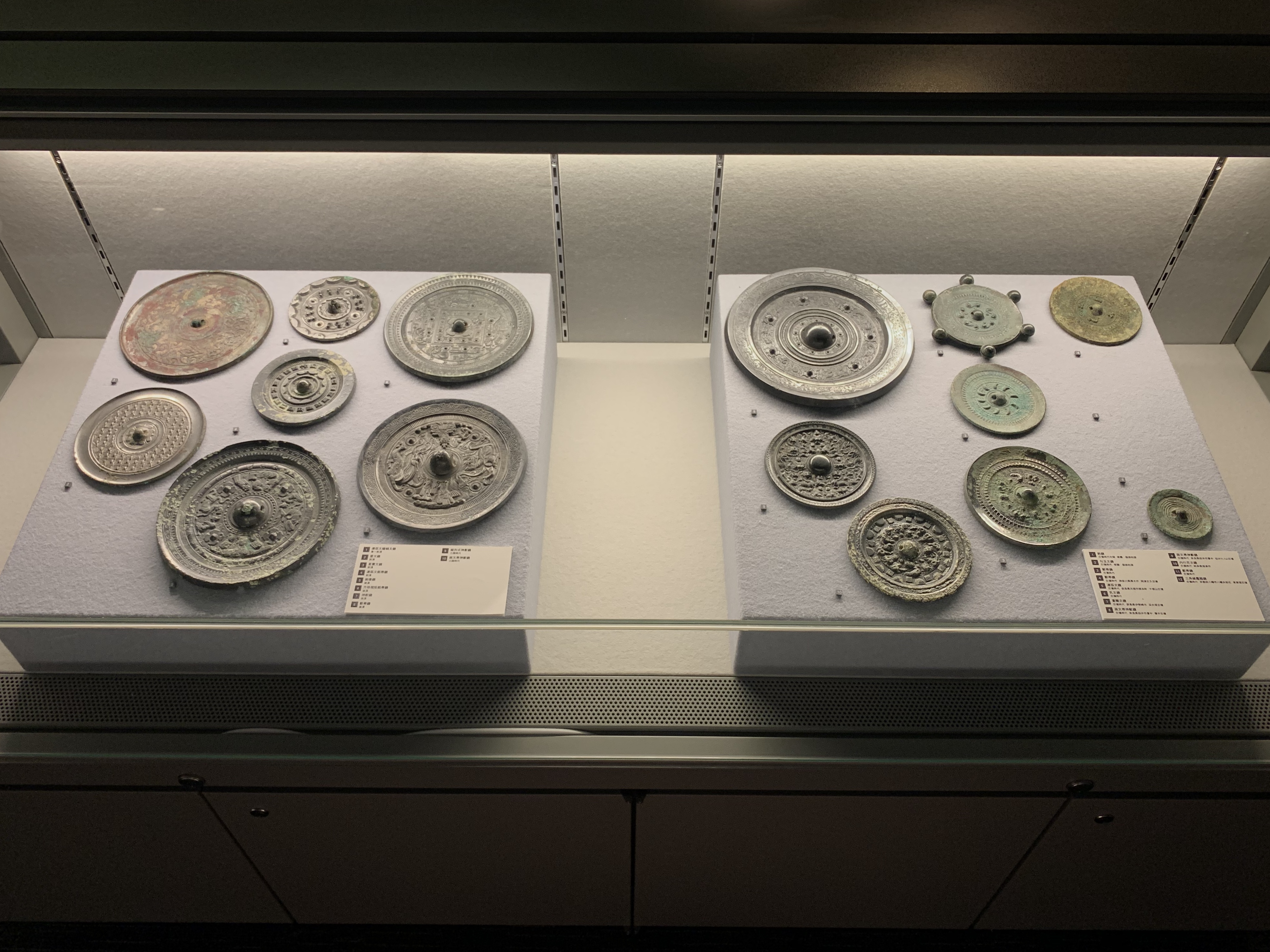
左：中国・秦～三国時代の銅鏡／右：日本・古墳時代の銅鏡（國學院大學博物館所蔵）

古代中国に起源をもち、日本や朝鮮など東アジアで広く使用された。古代エジプトにおいても、青銅製の鏡を用いた事例がある。
宗教・祭祀用具としての機能をもち、近代に西洋よりガラス鏡が伝来普及するまで一般に広く使われていた。
日本の近世では、大名などの婚礼の嫁入り道具として銅鏡などが残されている。
製作は、鋳型に鋳造したのち研磨、錫メッキ、研磨という手順で作られる。
鏡の研磨には古くはカタバミやザクロが用いられた。含まれているシュウ酸などによって曇りの原因となる汚れが取り除かれ、輝きが蘇った。元禄頃からは、水銀に錫の粉末を混ぜてアマルガムを作り、これに梅酢を加えて砥ぐようになった。クエン酸で表面の汚れが除去され、そこに錫アマルガムが付着することでメッキ状態になり、美しい鏡面が得られた。
なお、今日博物館等でみる銅鏡は緑色で鏡として利用できないが、これは長い年月の間に酸化して緑青が形成されたからであり、作られた当時の銅鏡の反射面は白銀色ないし黄金色の金属光沢を呈していた。

## 中国
中国では戦国時代から唐時代に主に製作された。形態は円形が多く（まれに方鏡もある）、直径は数十cm程度である。磨かれた鏡面の裏側には中心に鈕（つまみ）があり、その周囲にさまざまな画像や文様が鋳出されている。
古代中国製の銅鏡には、神像と動物文を鋳出した神獣鏡が多く、その他、背面の文様によって「方格規矩鏡（ほうかくきくきょう）」「海獣葡萄鏡」「内行花文鏡（ないこうかもんきょう）」などさまざまな形式に分類されている。用途としては、現在使われている鏡のように単純に物の姿を映し出す道具としてではなく、祭祀・呪術用の道具として用いられたと考えられている。

## 日本

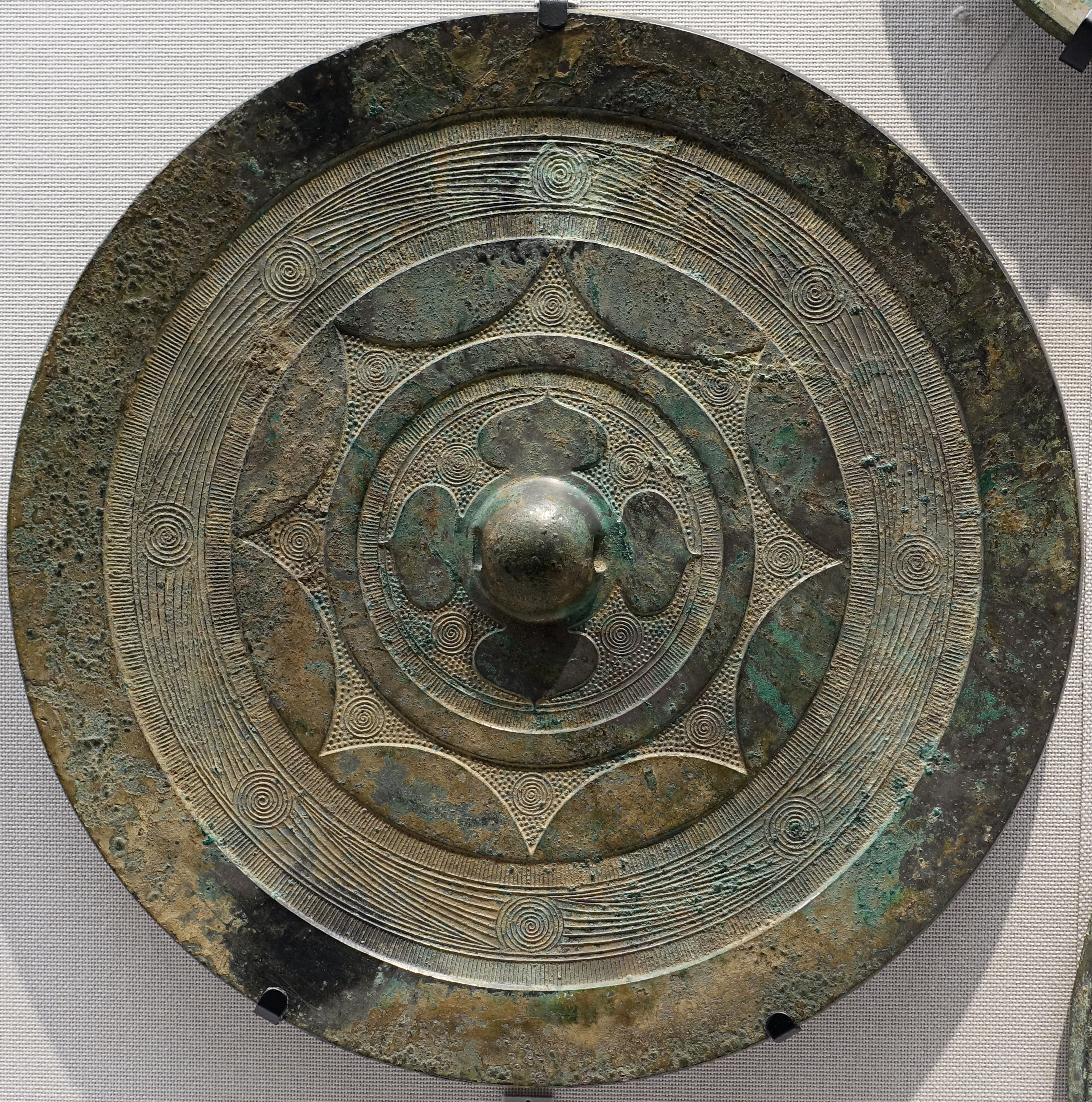
内行花文鏡 奈良県・柳本大塚古墳出土 宮内庁蔵

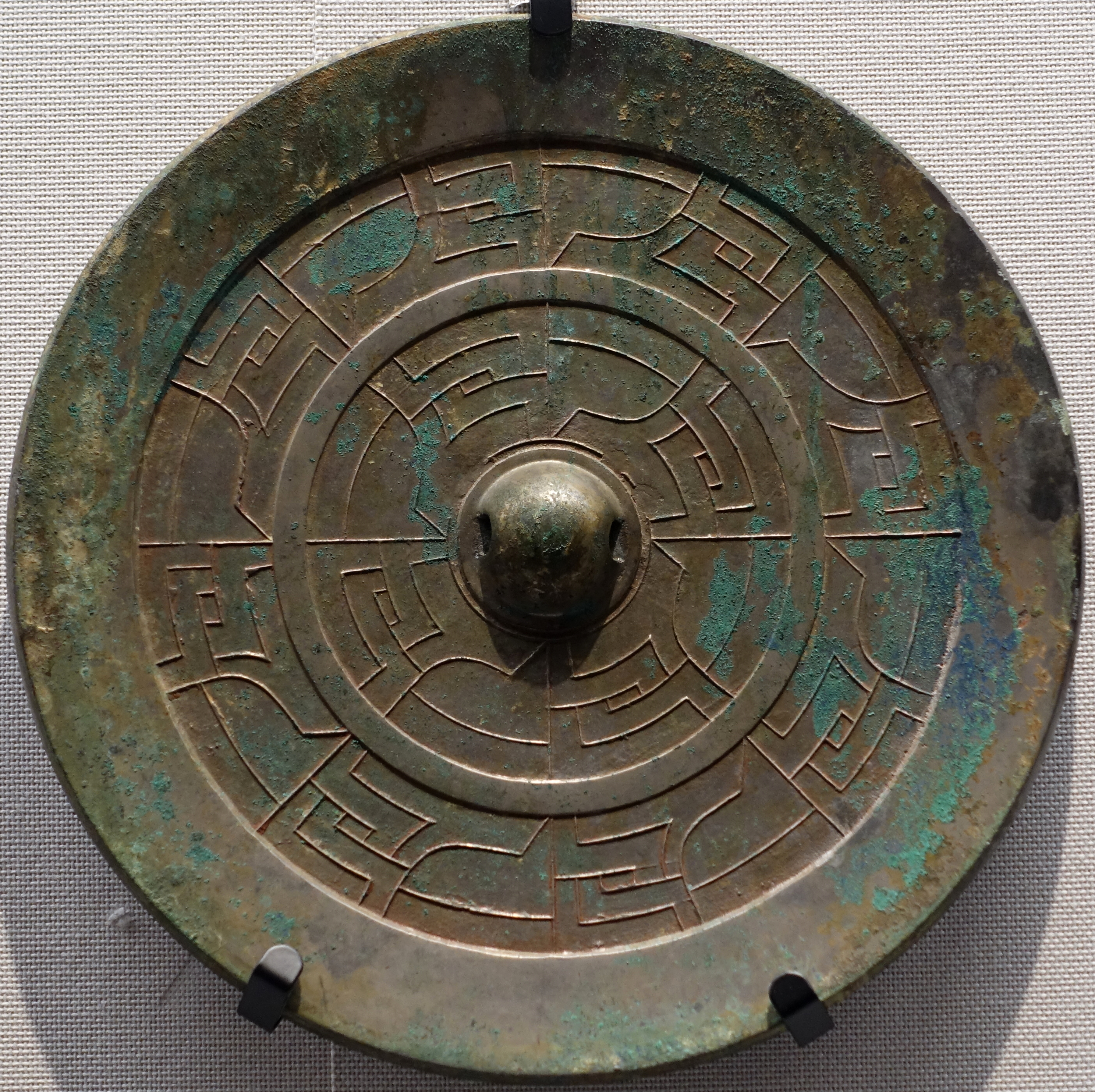
素文縁直弧文鏡 奈良県・新山古墳出土 宮内庁蔵

日本においては、弥生時代から古墳時代の遺跡で多くの銅鏡が発掘されている。出土する鏡は、大陸からの輸入品の舶載鏡と、それを模した国産の仿製鏡（ぼうせいきょう）に分類される。
種類としては、北部九州の弥生遺跡から出土する方格規矩鏡（ほうかくきくきょう）や内行花文鏡（ないこうかもんきょう）、大和を中心として全国各地の前方後円墳から出土する三角縁神獣鏡（さんかくぶちしんじゅうきょう）などがある。

### 主な出土鏡
- 多鈕細文鏡 少数
- 内行花文鏡 多数
- 大型内行花文鏡 5面
- 神獣鏡 多数
- 三角縁神獣鏡 多数
- 直弧文鏡 3面
- 隅田八幡神社人物画像鏡 1面（モデルは複数存在）

### 鏡師
鏡づくりの工人のことを鏡師という。「師」は鏡の銘文によく出てくる字で鏡師のことである。鏡の銘文中では、「京師」は都の鏡づくり師であり、「州師」は州の鏡づくり師の意に解せられる場合が多い。
古代の品部には鏡類を鋳造制作する集団「鏡作部」が置かれており、奈良県磯城郡田原本町八尾には鏡作坐天照御魂神社が、周辺には鏡作伊多神社、鏡作麻気神社も置かれている。祭神に作鏡連の祖である天照国照日子火明命のほか、同じく作鏡連の祖で八咫の鏡を作ったとされる伊斯許理度売命（石凝姥命）や、作鏡連祖で鍛冶の神である天目一箇命（アマノマヒトツ）と同一神と見られる麻比都禰命（マヒトツネ）が祀られている。

### 弥生時代
銅鏡は、銅鐸とともに弥生時代を特徴づける出土品とされ、分布により銅鏡・銅鐸文化圏などが論じられている。福岡県の須玖タカウタ遺跡からは弥生時代の国内最古の青銅鏡鋳型が出土している。
弥生時代の中期、北部九州では、甕棺墓に前漢鏡が副葬されるようになった。銅鏡は宝器として珍重され、後期になって副葬され始めるようになった後漢鏡は、不老長寿への祈りを込めた文が鋳出され、その鏡を持った人は長寿や子孫の繁栄が約されるというものだった。また、誰でもが銅鏡を所有出来るのではなく、有力者や司祭者などに限られていた。北部九州でも玄界灘沿岸の地域では、平原遺跡1号墓40面、須玖岡本遺跡や三雲南小路遺跡などで20枚や30枚もの大量の鏡を副葬した甕棺があり、王の墓の豪華さが分かる。墓に銅鏡を副葬するという風習は、古墳時代にも引き継がれて、全国に広まった。

### 古墳時代
副葬品としての鏡は、前・中・後期には、いわゆる漢鏡もしくは漢式鏡であったが、終末期古墳では隋・唐鏡になっている。しかし、それはあくまで様式名であり、実際に隋や唐の影響を受けたわけではない。
古墳時代前期の銅鏡の出土例としては、椿井大塚山古墳の36面、奈良県広陵町の新山古墳の34面、黒塚古墳の34面、佐味田宝塚古墳の約30面、大和天神山古墳の23面、大阪羽曳野市の御旅山古墳の22面、紫金山古墳の12面、岡山県備前市の鶴山古墳の30面、備前車塚の13面、愛知県犬山市の東之宮古墳の11面などがある。これは、銅鏡を棺の中に入れて死者と共に埋めるという倭人特有の習俗とみられる。奈良県桜井市の桜井茶臼山古墳からは銅鏡の破片が多数出土しており、奈良県立橿原考古学研究所が破片を三次元計測したところ、81面分に復元された。

#### 紀年銘鏡
この時代の銅鏡の中には、銘文中に中国大陸の年号を有する紀年銘鏡が10数面含まれており、出土した古墳やその他の副葬品が製造された年代を推定するための参考資料とされている。
| 紀年銘                  | 西暦      | 名称           | 枚数 | 出土地             | 出土地                   | 文化財指定                          | 所有者（保管施設）                              | 文化庁 |
| 紀年銘                  | 西暦      | 名称           | 枚数 | 遺跡名             | 所在地                   | 文化財指定                          | 所有者（保管施設）                              | 文化庁 |
| ----------------------- | --------- | -------------- | ---- | ------------------ | ------------------------ | ----------------------------------- | ----------------------------------------------- | ------ |
| 魏の年号銘              |           |                |      |                    |                          |                                     |                                                 |        |
| 青龍三年                | 235年     | 方格規矩四神鏡 | 3面  | 大田南5号墳        | 京都府京丹後市           | 国の重要文化財                      | 京丹後市所有 京都府立丹後郷土資料館保管         |        |
| 青龍三年                | 235年     | 方格規矩四神鏡 | 3面  | 安満宮山古墳       | 大阪府高槻市             | 国の重要文化財                      | 国（文化庁）所有 高槻市立埋蔵文化財調査センター |        |
| 青龍三年                | 235年     | 方格規矩四神鏡 | 3面  | （出土地不明）     | （出土地不明）           |                                     | 個人蔵 東京国立博物館寄託                       |        |
| 景初三年                | 239年     | 三角縁神獣鏡   | 1面  | 神原神社古墳       | 島根県雲南市             | 国の重要文化財                      | 国（文化庁）所有 島根県立古代出雲歴史博物館     |        |
| 景初三年                | 239年     | 平縁神獣鏡     | 1面  | 和泉黄金塚古墳     | 大阪府和泉市             | 国の重要文化財                      | 東京国立博物館                                  |        |
| 景初四年 （非実在年紀） | 240年     | 斜縁盤龍鏡     | 2面  | 広峯15号墳         | 京都府福知山市           | 国の重要文化財                      | 福知山市                                        |        |
| 景初四年 （非実在年紀） | 240年     | 斜縁盤龍鏡     | 2面  | （伝）持田古墳群   | 宮崎県西都市             |                                     | 辰馬考古資料館                                  |        |
| 正始元年                | 240年     | 三角縁神獣鏡   | 3面  | 竹島御家老屋敷古墳 | 山口県周南市             | 国の重要文化財                      | 個人                                            |        |
| 正始元年                | 240年     | 三角縁神獣鏡   | 3面  | 柴崎蟹沢古墳       | 群馬県高崎市             | 国の重要文化財                      | 東京国立博物館                                  |        |
| 正始元年                | 240年     | 三角縁神獣鏡   | 3面  | 森尾古墳           | 兵庫県豊岡市             |                                     | 京都大学総合博物館                              |        |
| 呉の年号銘              |           |                |      |                    |                          |                                     |                                                 |        |
| 赤烏元年                | 238年     | 平縁神獣鏡     | 1面  | 鳥居原狐塚古墳     | 山梨県西八代郡市川三郷町 | 国の重要文化財                      | 一宮浅間神社 東京国立博物館寄託                 |        |
| 赤烏七年                | 244年     | 平縁神獣鏡     | 1面  | 安倉高塚古墳       | 兵庫県宝塚市             | 兵庫県指定有形文化財 国の重要美術品 | 兵庫県立歴史博物館                              |        |
| 晋の年号銘              |           |                |      |                    |                          |                                     |                                                 |        |
| 元康口年                | 291-299年 | 平縁神獣鏡     | 1面  | （伝）上狛古墳     | 京都府木津川市           |                                     | 五島美術館                                      |        |
| 南斉の年号銘            |           |                |      |                    |                          |                                     |                                                 |        |
| 建武五年                | 498年     | 画文帯神獣鏡   | 1面  | （出土地不明）     | （出土地不明）           | 国の重要文化財                      | 和泉市久保惣記念美術館                          |        |

『三国志』のいわゆる「魏志倭人伝」によると、西暦239年に邪馬台国の女王卑弥呼が魏に遣使をした際、帝から「親魏倭王」金印と銅鏡百枚などを授かったという。この記述から、銅鏡は邪馬台国の所在地を決定づける手掛かりになるのではないかと期待されている。

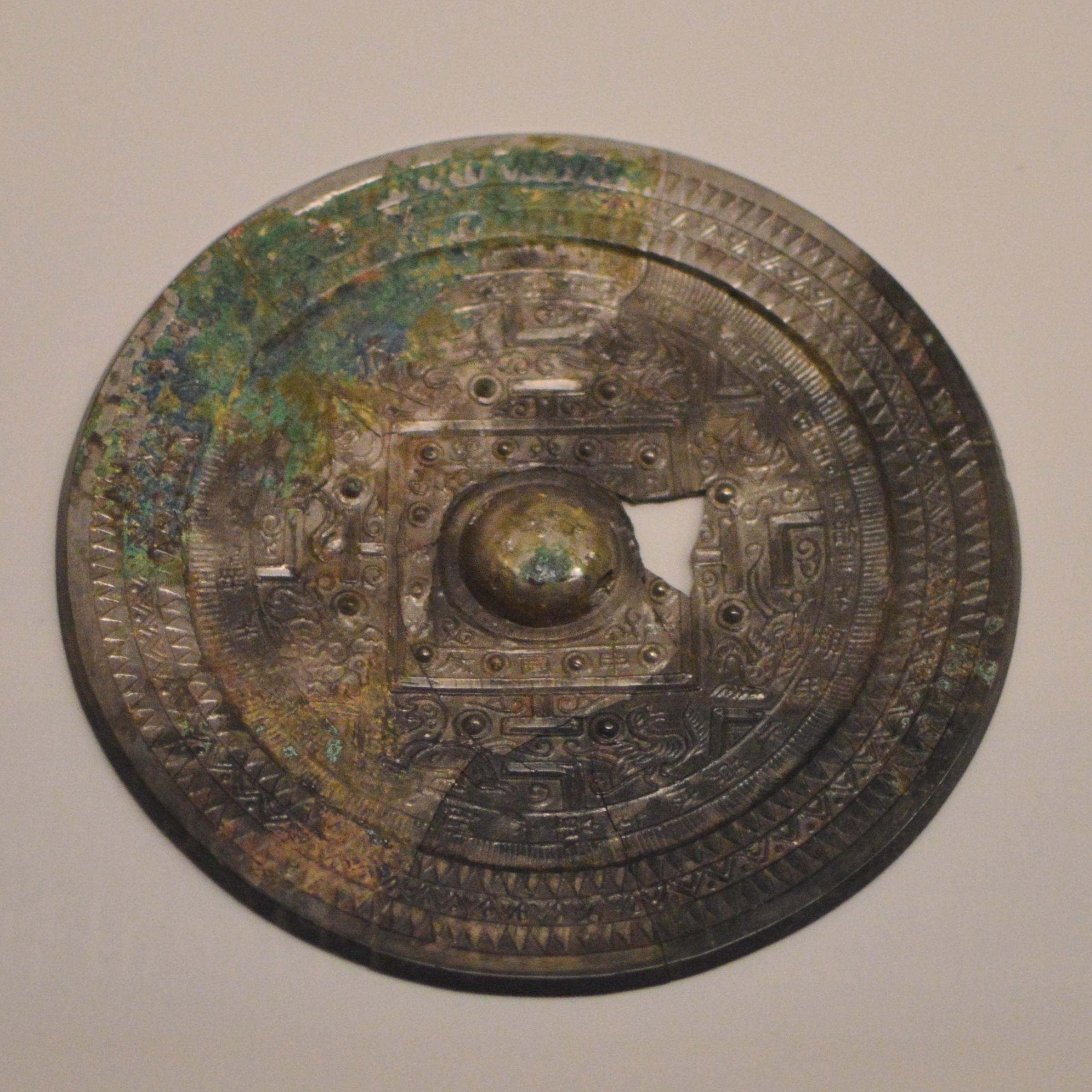
安満宮山古墳「青龍三年」銘鏡（重要文化財） 時計回り3時付近。今城塚古代歴史館展示。
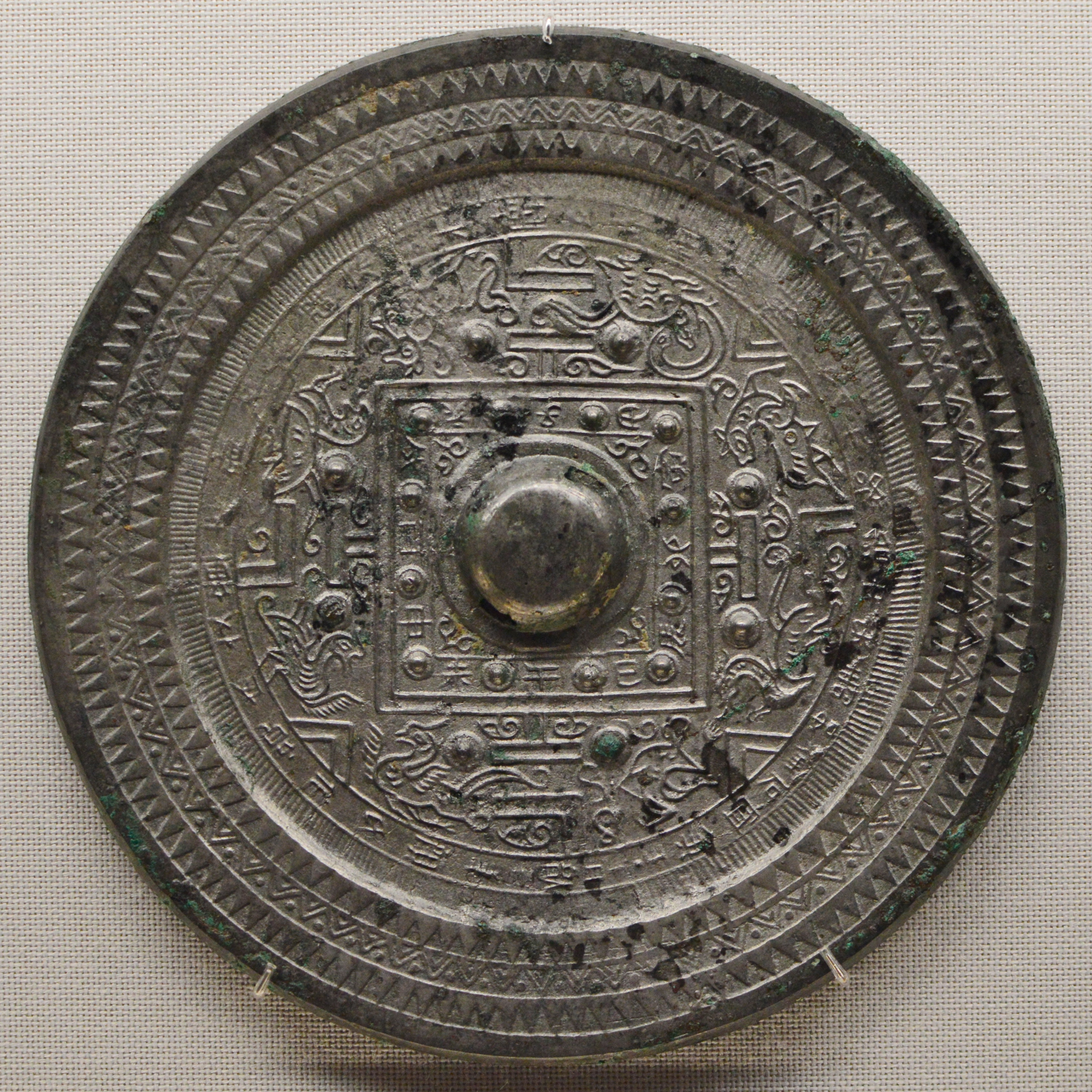
出土地不明「青龍三年」銘鏡 時計回り6時付近。個人蔵、東京国立博物館展示。
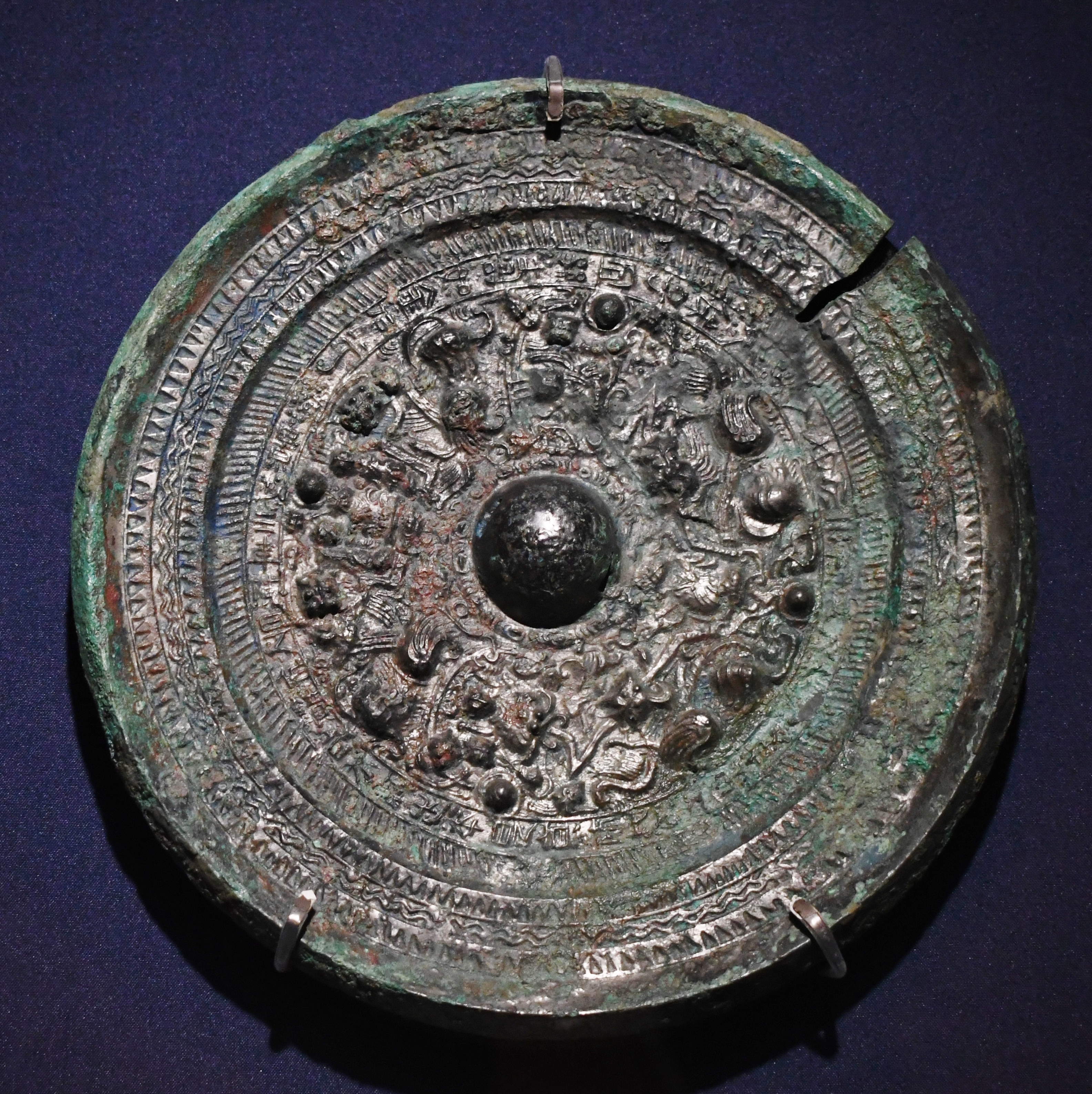
神原神社古墳 「景初三年」銘鏡（重要文化財） 反時計回り10時-9時。島根県立古代出雲歴史博物館展示。
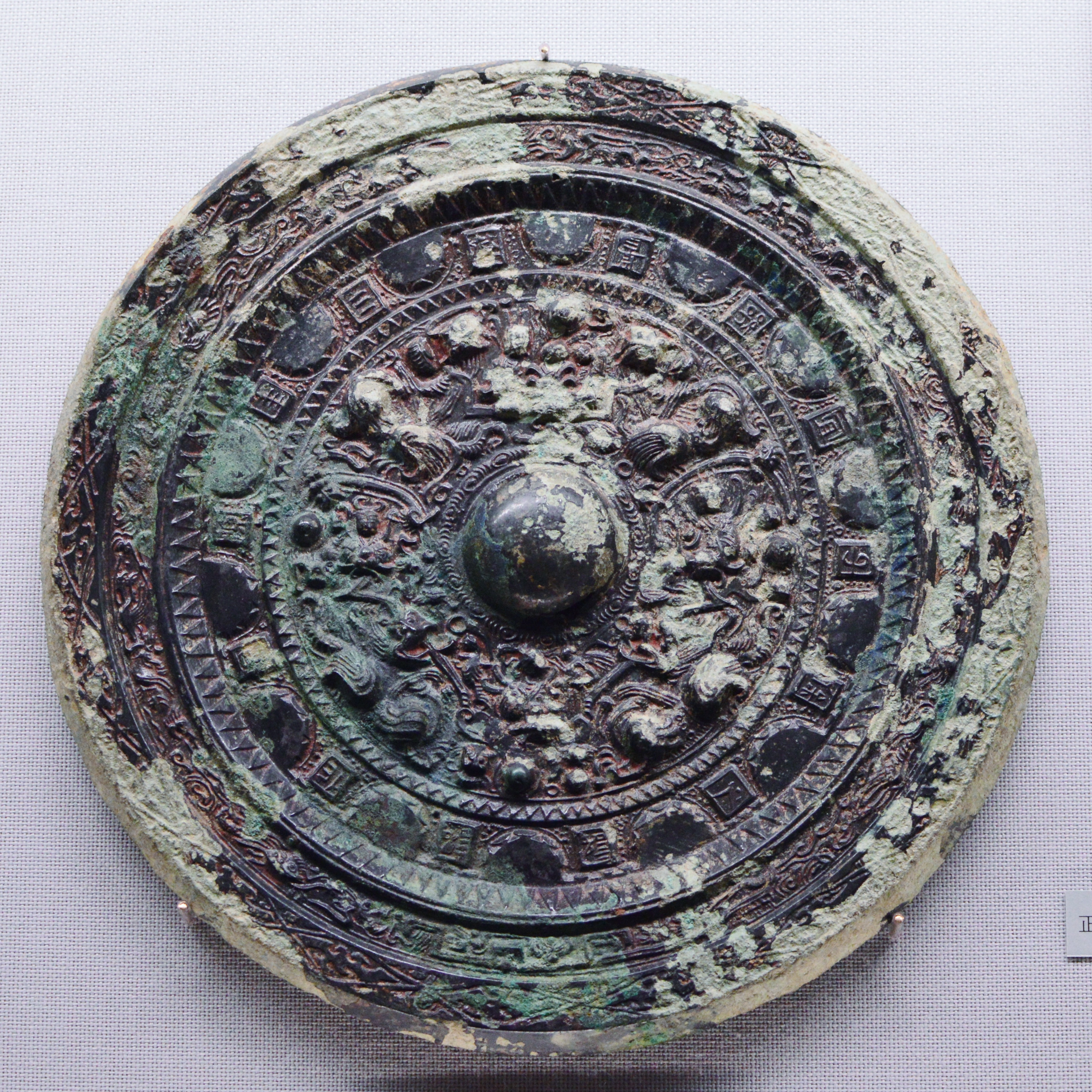
和泉黄金塚古墳「景初三年」銘鏡（重要文化財） 反時計回り1時-11時。東京国立博物館展示。
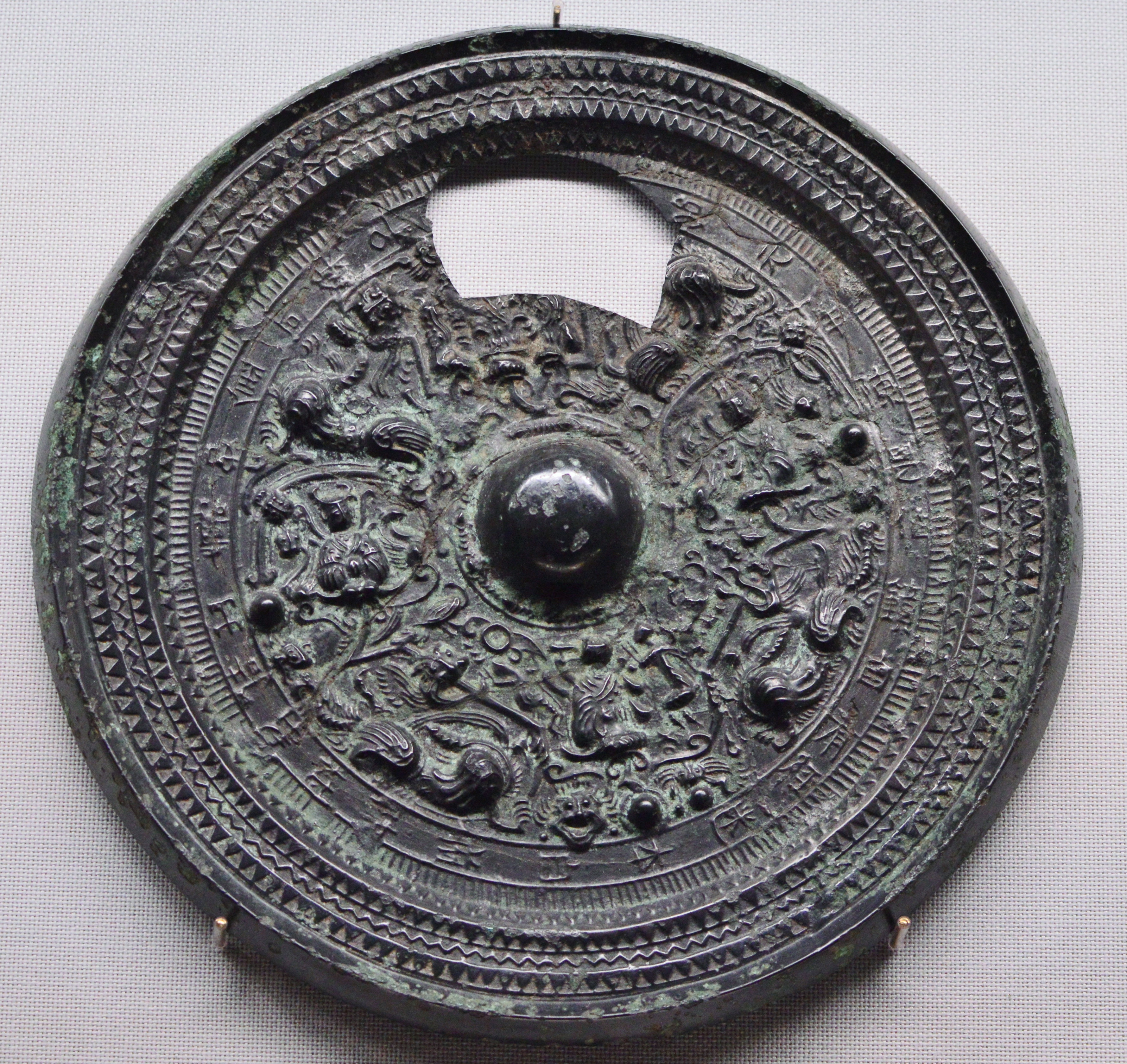
柴崎蟹沢古墳「正始元年」銘鏡（重要文化財） 時計回り12時（「正」字欠失）-2時。東京国立博物館展示。
鳥居原古墳「赤烏元年」銘鏡（重要文化財） 時計回り1時半-3時。一宮浅間神社蔵、東京国立博物館展示。

### 飛鳥以降
万葉集にも「白銅鏡」（まそかがみ）が多くの歌に詠み込まれている。平安時代以降は、鏡背に鶴、鴛鴦（おしどり）、菊、桐などの日本式の文様を表した「和鏡」も製作された。

## 信仰対象としての銅鏡
日本においては、鏡は神道の信仰の対象となっている。日本神話に登場するものとしては、三種の神器の一つの八咫鏡や日像鏡・日矛鏡などがあり、鏡を神体として社に祀っていることがある。
平安時代以降、鏡面に仏像を線彫りにして信仰礼拝の対象とした「鏡像」（きょうぞう）が盛んに製作され、これは後に銅板に半肉彫りの彫像を取り付けた「懸仏」（かけぼとけ）に発展した。
江戸時代にはキリスト教禁止により隠れ切支丹鏡などが製作された。